# Metamórfosi (ort i Grekland, Thessalien)
Metamórfosi är en ort i Grekland.   Den ligger i prefekturen Nomós Kardhítsas och regionen Thessalien, i den centrala delen av landet, 250 km nordväst om huvudstaden Aten. Metamórfosi ligger 920 meter över havet och antalet invånare är 126.
Terrängen runt Metamórfosi är bergig söderut, men norrut är den kuperad. Runt Metamórfosi är det ganska glesbefolkat, med 22 invånare per kvadratkilometer. Närmaste större samhälle är Mouzáki, 17,9 km öster om Metamórfosi. I omgivningarna runt Metamórfosi växer i huvudsak blandskog.